# Marko Prezelj
Marko Prezelj (ur. 13 października 1965 w Kamniku) – słoweński alpinista i himalaista, przewodnik alpejski, ratownik górski. Z wykształcenia inżynier chemik. Jest pionierem licznych dróg wspinaczkowych oraz trudnych przejść.
Wspinał się w Dolomitach, Alpach, Himalajach, Karakorum, górach Patagonii i Alaski oraz Yosemite wyznaczając wiele dróg o najwyższym stopniu trudności.
Zdobył takie szczyty jak Czo Oju, Kanczendzonga Południowa, Marmolada, El Capitan, Filar Croza, Grandes Jorasses, szereg szczytów w Karakorum o wysokości do prawie ośmiu tysięcy metrów, w Tybecie i górach Kanady, pokonując je często nowymi drogami w stylu alpejskim, solo lub z partnerem, zimą i latem. Uważany za jednego z najlepszych współczesnych alpinistów, wyznaczających najwyższy stopień trudności w górach wysokich.
Za wytyczenie nowej drogi na Kanczendzondze Południowej w stylu alpejskim (wspólnie z Andrejem Štremfelem), otrzymał nagrodę Złotego Czekana w 1991. Ponownie nagrodę tę otrzymał w 2007 za pierwsze przejście północno-zachodniego filara Czomo Lhari.
W 2016 prezydent Słowenii Borut Pahor odznaczył go Złotym Orderem za Zasługi.
Mieszka w Kamniku wraz z żoną Katją i dwoma synami.